# حلفایا
حلفایا (به عربی: حلفایا) یک منطقهٔ مسکونی در سوریه است که در ناحیه مرکزی محرده واقع شده‌است. حلفایا ۲۱٬۱۸۰ نفر جمعیت دارد و عموما پیرو اسلام سنی هستند.